# Lashkar-e-Jhangvi
Lashkar-e-Jhangvi (LeJ) è un gruppo militante Deobandi, terrorista e Jihādista in Afghanistan. L'organizzazione opera in Pakistan e Afghanistan ed è una ramificazione del partito anti-Sciita Sipah-e-Sahaba Pakistan (SSP). Lashkar-e-Jhangvi fu fondato dai precedenti attivisti del SSP Riaz Basra, Malik Ishaq, Akram Lahori, e Ghulam Rasool Shah.
Il gruppo ha preso responsabilità di vari attacchi di massa contro la comunità sciita del Pakistan, tra questi sono inclusi alcuni attacchi esplosivi che hanno ucciso più di 200 Hazari Sciiti a Quetta nel 2013. È stato anche accusato di avere collegamenti con gli attacchi al Cimitero Nominpura nel 1998, al sequestro di Daniel Pearl nel 2002 e agli attacchi alla squadra nazionale di cricket del Sri Lanka a Lahore nel 2009. come gruppo prevalentemente Punjabi l'LeJ è stato classificato dall'intelligence Pakistana come uno dei più virulenti gruppi terroristici.
Il gruppo ha rivendicato l'attentato del 2014 in cui morì Aitzaz Hasan, poi riconosciuto come eroe nazionale pakistano.
Basra, il primo Emiro di LeJ, fu ucciso in un incontro poliziesco nel 2002. Il suo successore fu Malik Ishaq, che fu ucciso, assieme a Ghulam Rasool Shah, in un incontro a Muzaffargarh nel 2015. LeJ è illegale in Pakistan da Agosto 2001. LeJ rimane attivo, ed è classificato come organizzazione terroristica da Australia, Canada, Pakistan, Regno Unito, Stati Uniti d'America e dall'ONU.